# Aischetades
Aischetades (auch Aisketades; altgriechisch Αἰσχητάδης) war ein Stratege im antiken Athen. Im Jahr 318 v. Chr. verteidigte er die zu Athen gehörende Insel Salamis gegen den makedonischen König Kassander, verlor jedoch den Kampf und musste den Makedonen Salamis überlassen. Die Salaminier begrüßten den Machtwechsel, da sie an die Athener nun keine Steuern mehr entrichten mussten, und schlossen sich Kassander an. 307 v. Chr. kam Demetrios I. Poliorketes den Athenern zu Hilfe, eroberte Salamis und überließ ihnen die Insel. Aischetades wurde von den Athenern zum Tode verurteilt, da man ihm vorwarf, absichtlich den Kampf mit den Makedonen verloren zu haben. Die Salaminier vertrieb man wegen Verrat aus ihrer Heimat.